# McLaren M28
Der McLaren M28 ist ein Formel-1-Rennwagen, den Gordon Coppuck ab Sommer 1978 für das britische Team McLaren Racing entwickelte.
Insgesamt wurden drei Chassis (M28-1, M28-2 und M28-3) gebaut, die nur im Werksteam in der ersten Hälfte der Saison 1979 eingesetzt wurden. Bei einigen Rennen wurden zudem überarbeitete M28-Chassis als M28B gemeldet. Es wurden keine M28/M28B von Kundenteams eingesetzt. Alle Fahrzeuge wurden von einem Ford-Cosworth-DFV-Motor angetrieben.

## Geschichte

### Vorgeschichte (1978)
Bereits in der Formel-1-Saison 1977 hatte Lotus mit dem Lotus 78 die Verbesserung der Fahreigenschaften durch die neue Wing-Car-Technik erkennen lassen, die mit Seitenkästen mit umgekehrtem Flügelprofil den Bodeneffekt (engl. Ground Effect) ausnutzt und eine deutlich höhere Kurvengeschwindigkeit erlaubt. McLaren sah aber keine Notwendigkeit, den gerade erst neu eingeführten McLaren M26 kurzfristig durch ein neues Chassis abzulösen, insbesondere, da dem amtierenden Weltmeister James Hunt im Laufe der Saison noch drei Siege gelangen. Der nur mit wenig Aufwand konstruierte Nachfolger McLaren M27 kam nie über das frühe Prototypenstadium hinaus. Als Mitte 1978 der Lotus 79 erschien und durch seine nun vollwertige Ausnutzung des Bodeneffekts neue Maßstäbe für den Bau von Formel-1-Fahrzeugen setzte, geriet McLaren mit dem inzwischen veralteten M26 weiter unter Druck. Als Notlösung wurden die Wagen mit einem entsprechenden Unterboden nachgerüstet und als M26E bezeichnet, gleichzeitig stieß McLaren die Entwicklung des M28 an. Der erste Prototyp war im Oktober 1978 fahrbereit und wurde in Watkins Glen getestet.

### McLaren M28 und M28B (1979)
Trotz der großen Probleme mit dem M28 meldete McLaren zwei Wagen mit seinen Stammfahrern John Watson und Patrick Tambay für das erste Rennen der neuen Saison 1979, den Großen Preis von Argentinien. Watson wurde Dritter, Tambay musste in der ersten Runde nach einem Unfall aufgeben. Beim nächsten Rennen in Brasilien startete nur Watson mit dem neuen Fahrzeug, da Tambays M28 nach dem Unfall in Argentinien zu schwer beschädigt war. Beide Fahrer kamen ins Ziel, erreichten aber keine Weltmeisterschaftspunkte. Dieses Bild änderte sich erst ab dem Großen Preis von Belgien, als McLaren eine überarbeitete Variante des M28 einsetzte, die als M28B bezeichnet wurde. Mit dem neuen Wagen erreichte Watson zwei Platzierungen in den Punkterängen. Tambay hingegen scheiterte in Monaco an der Qualifikation und blieb punktelos. Ab dem Großen Preis von Großbritannien fuhr Watson das Nachfolgechassis McLaren M29, Tambay ein Rennen später.
Fahrer wie Teamchef zeigten sich äußerst unzufrieden mit dem M28: Watson äußerte, dass der Wagen ein „Desaster“ und das schlechteste Auto sei, das er jemals in seiner Karriere gefahren habe. Sein Teamkollege Tambay bezeichnete den M28 als „Schrottmühle“. Teamchef Teddy Mayer beurteilte die Leistung seines Chefingenieurs als „lächerlich“; Coppuck habe „alle wesentlichen Grundsätze des Fahrzeugbaus ignoriert“, die besagten, dass ein Auto so „leicht, agil und kompakt“ wie möglich sein solle.

## Technik
Die Konstruktion des M28 entsprach dem zu seiner Zeit Üblichen für die erste Generation der Wing Cars; die einzige größere Innovation war an einigen Stellen das Sandwichmaterial des Aluminium-Monocoque: Zwischen zwei Aluminiumblechen waren Waben aus Aramidgewebe eingeklebt. Der Cosworth-Motor und das Hewland-Getriebe waren tragend einbezogen. Auffällig war aber die im Vergleich zur Konkurrenz sehr klobige, große und schwere Konstruktion, die den Wagen insbesondere auf den Geraden durch den großen Luftwiderstand einbremste. McLaren gehörte mit dem M28 bei den Geschwindigkeitsmessungen auf den Geraden zu den langsamsten Teams des Feldes. Coppuck hatte versucht, so viel Bodenfläche wie möglich für die Ausnutzung des Bodeneffekts zu gewinnen, doch erwies sich die Form als wenig wirksam; dem M28 mangelte es an Bodenhaftung. Die nicht ausreichende Festigkeit des Chassis war ein weiteres Problem; nach den ersten Testfahrten wurden bereits Verformungen des Wagenkörpers festgestellt, da das Aluminium-Aramid-Verbundmaterial zu schwach war. Mangels Erfahrung mit dem Konzept der Wing Cars konnte das Team für die Probleme nur auf herkömmliche Lösungsmethoden zurückgreifen, die den M28 noch schwerer und langsamer werden ließen.
Für die Motorisierung kam bei allen Chassis ein Cosworth-DFV-Motor zum Einsatz, dessen Entwicklung Ende der 1960er-Jahre von Ford finanziert worden war. Daher wurde das Aggregat teilweise auch unter der Herstellerbezeichnung Ford-Cosworth bzw. nur Ford gemeldet. Die Getriebe wurden von Hewland bezogen. Diese Kombination aus Motor und Getriebe war zu dieser Zeit weit verbreitet und galt als effektivste Lösung für den Aufbau des Antriebsstrangs aus Zuliefererteilen.

## Lackierung und Sponsoring
Allein das Werksteam McLaren Racing trat mit dem M28 bzw. M28B in der Formel-1-Weltmeisterschaft an.
Die Wagen erschienen wie schon die Fahrzeuge der Vorjahre in einer vom Corporate Design des Hauptsponsors Marlboro geprägten rot-weißen Lackierung. Einzig beim Großen Preis der USA West in Long Beach warb anstelle der Tabakmarke Marlboro die Brauerei Löwenbräu auf den McLaren. Dadurch änderten sich die grundlegenden Wagenfarben auf Weiß, Hellblau und Dunkelblau.

## Galerie

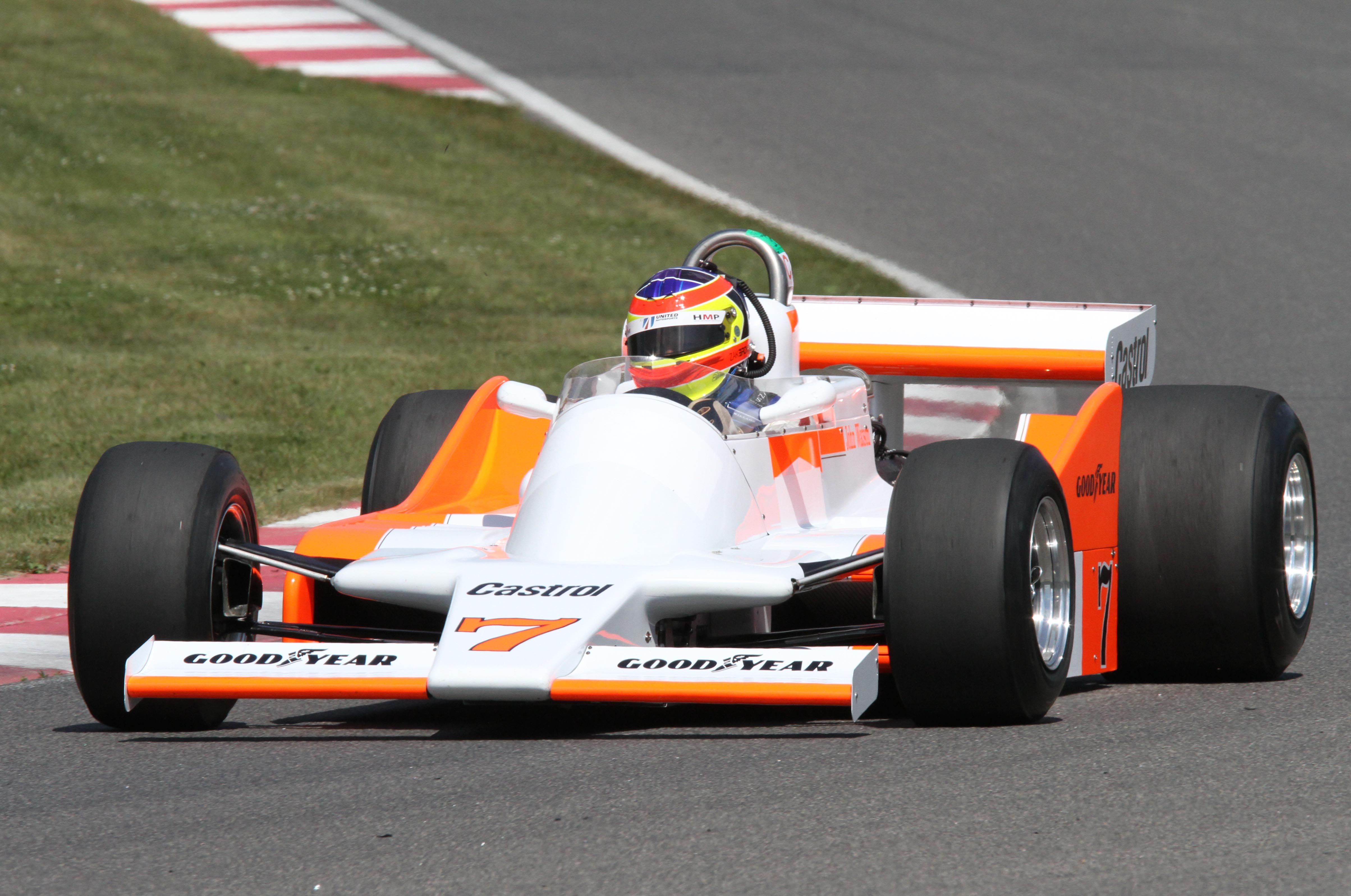
Front des M28; Mont-Tremblant, 2010
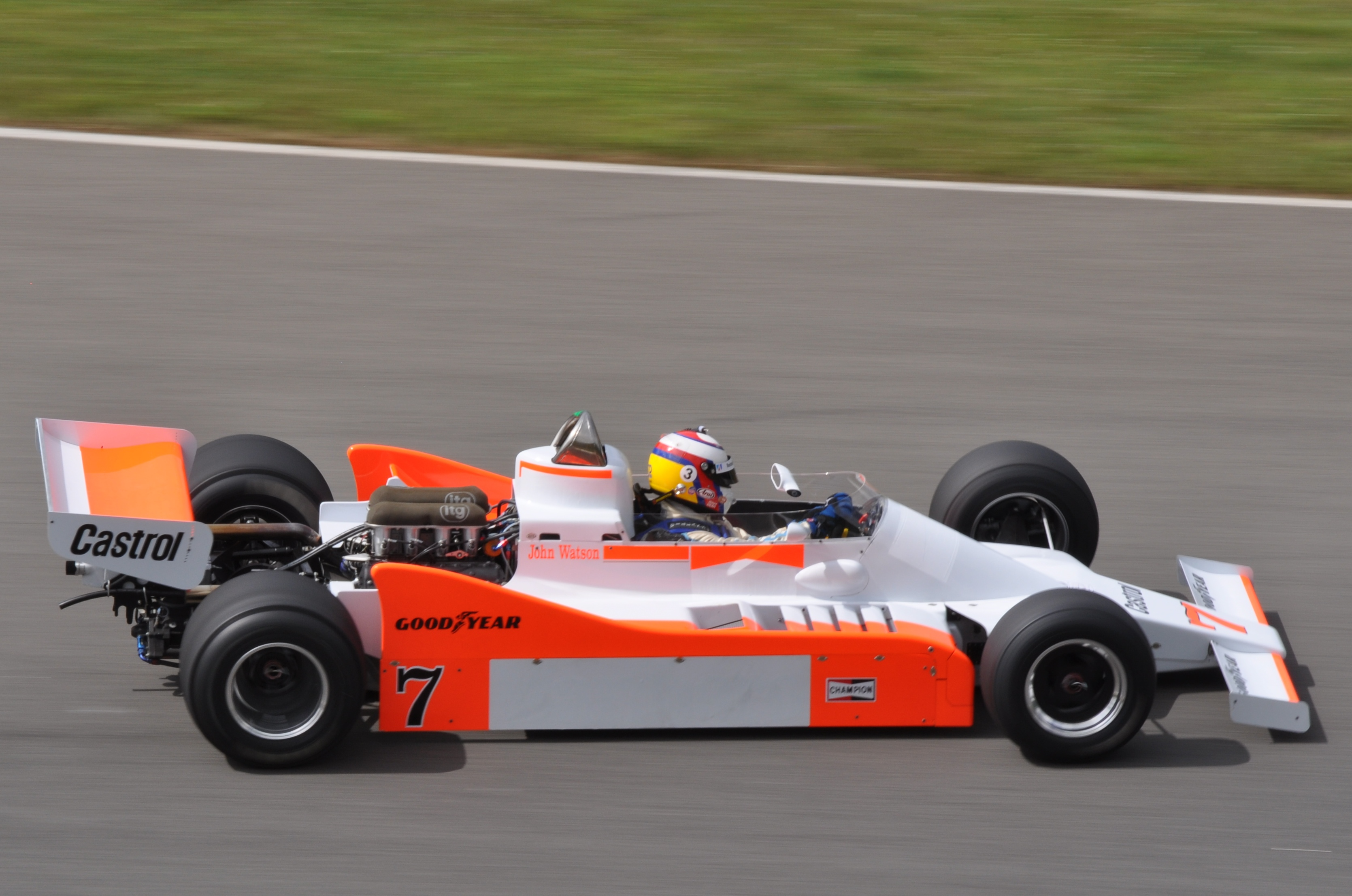
Rechte Seite des M28; Mont-Tremblant, 2010
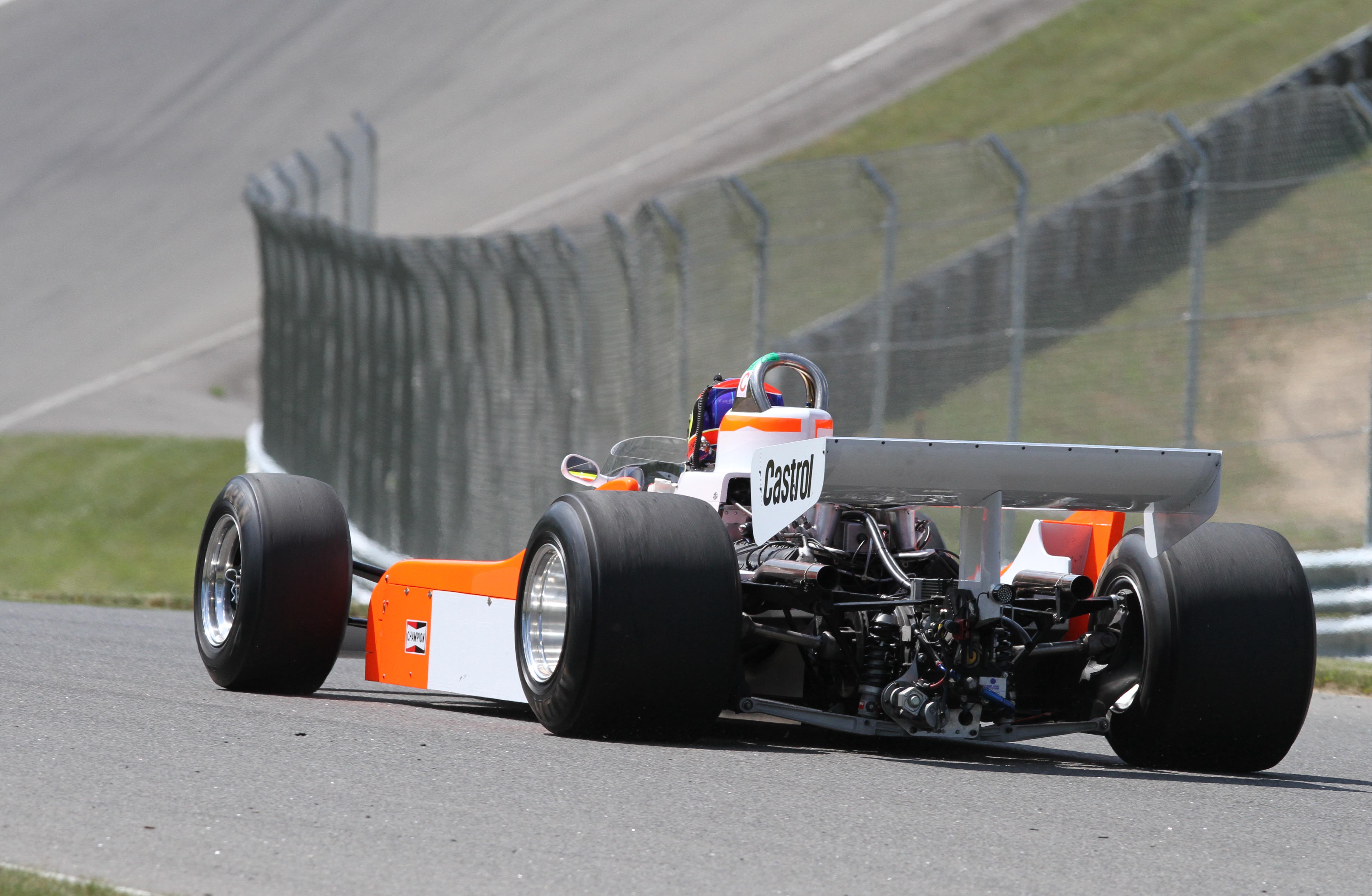
Heck des M28; Mont-Tremblant, 2010
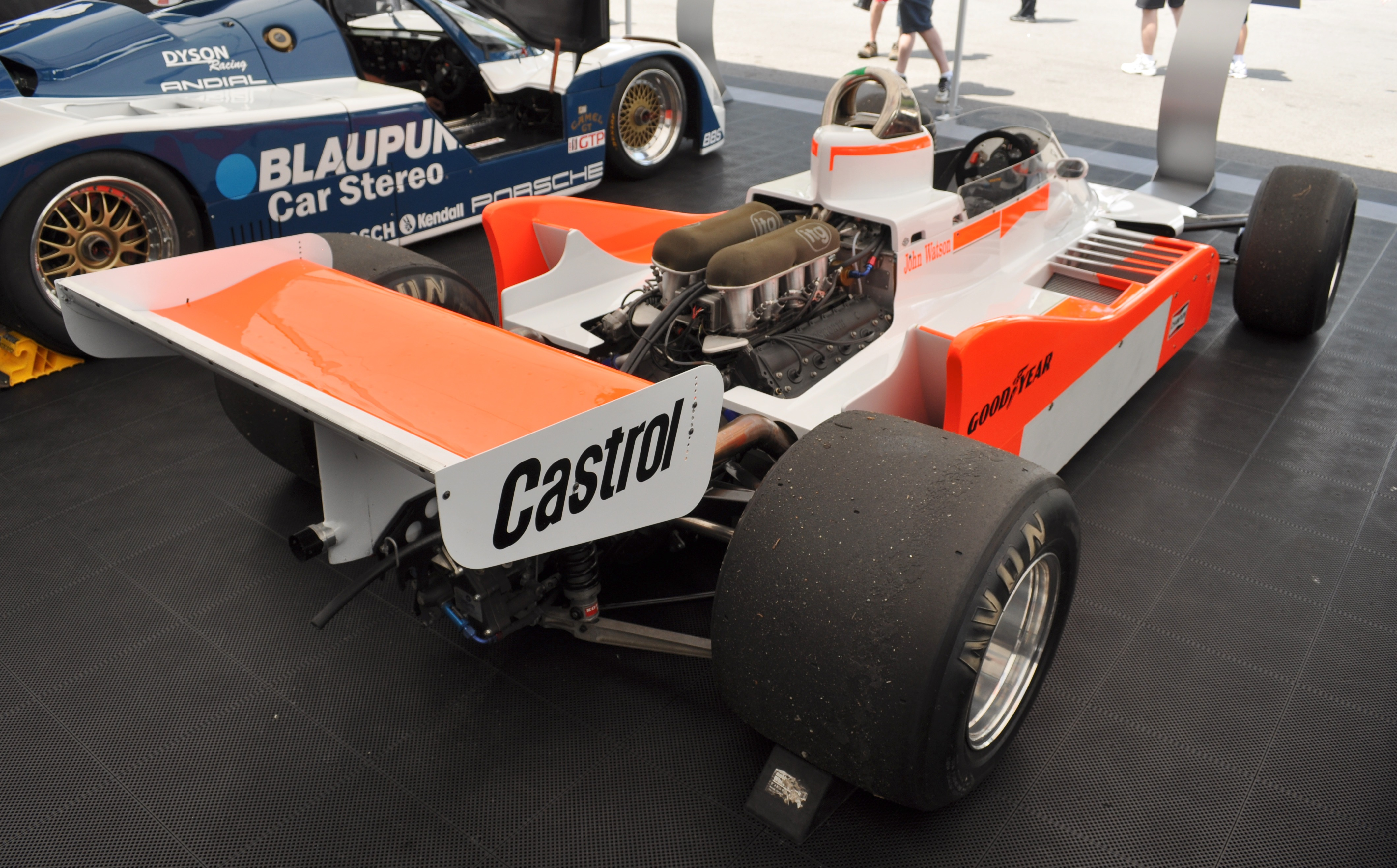
Motorraum des M28; Mont-Tremblant, 2010

## Ergebnisse
| Fahrer               | Nr.                  | 1   | 2 | 3   | 4   | 5   | 6 | 7   | 8  | 9 | 10 | 11 | 12 | 13 | 14 | 15 | Punkte | Rang |
| -------------------- | -------------------- | --- | - | --- | --- | --- | - | --- | -- | - | -- | -- | -- | -- | -- | -- | ------ | ---- |
| Formel-1-Saison 1979 | Formel-1-Saison 1979 |     |   |     |     |     |   |     |    |   |    |    |    |    |    |    | 15     | 7.   |
| John Watson          | 7                    | 3   | 8 | DNF | DNF | DNF | 6 | 4   | 11 |   |    |    |    |    |    |    | 15     | 7.   |
| Patrick Tambay       | 8                    | DNF |   | 10  | DNF | 13  |   | DNQ | 10 | 7 |    |    |    |    |    |    | 15     | 7.   |

| Legende  | Legende            | Legende                                                          |
| Farbe    | Abkürzung          | Bedeutung                                                        |
| -------- | ------------------ | ---------------------------------------------------------------- |
| Gold     | –                  | Sieg                                                             |
| Silber   | –                  | 2. Platz                                                         |
| Bronze   | –                  | 3. Platz                                                         |
| Grün     | –                  | Platzierung in den Punkten                                       |
| Blau     | –                  | Klassifiziert außerhalb der Punkteränge                          |
| Violett  | DNF                | Rennen nicht beendet (did not finish)                            |
| Violett  | NC                 | nicht klassifiziert (not classified)                             |
| Rot      | DNQ                | nicht qualifiziert (did not qualify)                             |
| Rot      | DNPQ               | in Vorqualifikation gescheitert (did not pre-qualify)            |
| Schwarz  | DSQ                | disqualifiziert (disqualified)                                   |
| Weiß     | DNS                | nicht am Start (did not start)                                   |
| Weiß     | WD                 | zurückgezogen (withdrawn)                                        |
| Hellblau | PO                 | nur am Training teilgenommen (practiced only)                    |
| Hellblau | TD                 | Freitags-Testfahrer (test driver)                                |
| ohne     | DNP                | nicht am Training teilgenommen (did not practice)                |
| ohne     | INJ                | verletzt oder krank (injured)                                    |
| ohne     | EX                 | ausgeschlossen (excluded)                                        |
| ohne     | DNA                | nicht erschienen (did not arrive)                                |
| ohne     | C                  | Rennen abgesagt (cancelled)                                      |
| ohne     | keine WM-Teilnahme |                                                                  |
| sonstige | P/fett             | Pole-Position                                                    |
| sonstige | 1/2/3/4/5/6/7/8    | Punktplatzierung im Sprint-/Qualifikationsrennen                 |
| sonstige | SR/kursiv          | Schnellste Rennrunde                                             |
| sonstige | *                  | nicht im Ziel, aufgrund der zurückgelegten Distanz aber gewertet |
| sonstige | ()                 | Streichresultate                                                 |
| sonstige | unterstrichen      | Führender in der Gesamtwertung                                   |

## Technische Daten
| Kenngrößen                | McLaren M28, 1979                                                                                   |
| ------------------------- | --------------------------------------------------------------------------------------------------- |
| Motor                     | Ford-Cosworth DFV V8-Motor, Mittelmotor (längs hinter dem Fahrer)                                   |
| Hubraum (Bohrung × Hub)   | 2993 cm³ (85,7 × 64,8 mm)                                                                           |
| Verdichtung               | 11,5 : 1                                                                                            |
| Leistung                  | 485 PS (ca. 362 kW) bei 10.600/min                                                                  |
| Ventilsteuerung           | 2 obenliegende Nockenwellen je Zylinderbank (DOHC)                                                  |
| Gemischaufbereitung       | Lucas-Saugrohreinspritzung                                                                          |
| Kraftübertragung          | 6-Gang-Getriebe, Hewland FG 400/6, Hinterradantrieb                                                 |
| Karosserie                | Aluminiummonocoque, Antriebsgruppe tragend                                                          |
| Radaufhängung vorn        | doppelte Querlenker mit Stabilisator, Schraubenfedern und Stoßdämpfer                               |
| Radaufhängung hinten      | doppelte Querlenker mit Stabilisator, Schraubenfedern, Stoßdämpfern und je einem oberen Längslenker |
| Lenkung                   | Zahnstangenlenkung, zweiteilige Lenksäule                                                           |
| Bremse                    | Scheibenbremse                                                                                      |
| Leergewicht (ohne Fahrer) | ca. 625 kg                                                                                          |